# Camera taina
Camera taina là một loài tò vò trong họ Ichneumonidae.